# Muži v naději
Muži v naději is een Tsjechische filmkomedie uit 2011 onder regie van Jiří Vejdělek.

## Verhaal
Rudolf vindt dat ontrouw goed is voor het huwelijk. Hij tracht zijn schoonzoon Ondřej die levenswijsheid bij te brengen. In het begin vindt Ondřej het idee maar niets, maar langzamerhand begint ook hij een buitenechtelijke relatie op te bouwen. Hij moet almaar meer moeite doen om zijn verhouding te verbergen voor zijn vrouw.

## Rolverdeling
- Jiří Macháček: Ondřej
- Bolek Polívka: Rudolf
- Petra Hřebíčková	Alice
- Vica Kerekes: Šarlota
- Simona Stašová: Marta
- Lukáš Langmajer: Louis
- Hynek Čermák: Masseur
- Filip Antonio: Pavlík
- Michal Novotný: Ober
- Jitka Čvančarová: Gids
- Eliška Křenková: Irena
- Emma Smetana: Bára
- Berenika Kohoutová: Jonge Marta
- Václav Jílek: Jonge Rudolf
- Eva Nosálková: Verpleegster